# Thryothorus ludovicianus
Thryothorus ludovicianus hay còn gọi là Carolina Wren là một loài chim trong họ Troglodytidae.
Đây là loài định cư ở nửa phía đông Hoa Kỳ, cực nam của Ontario, Canada, và phía cực đông bắc của Mexico. Mùa đông khắc nghiệt hạn chế giới hạn phía bắc của phạm vi phân bố loài này, trong khi điều kiện thời tiết thuận lợi dẫn đến phần kéo dài về phía bắc phạm vi sinh sản của chúng.

## Biểu tượng

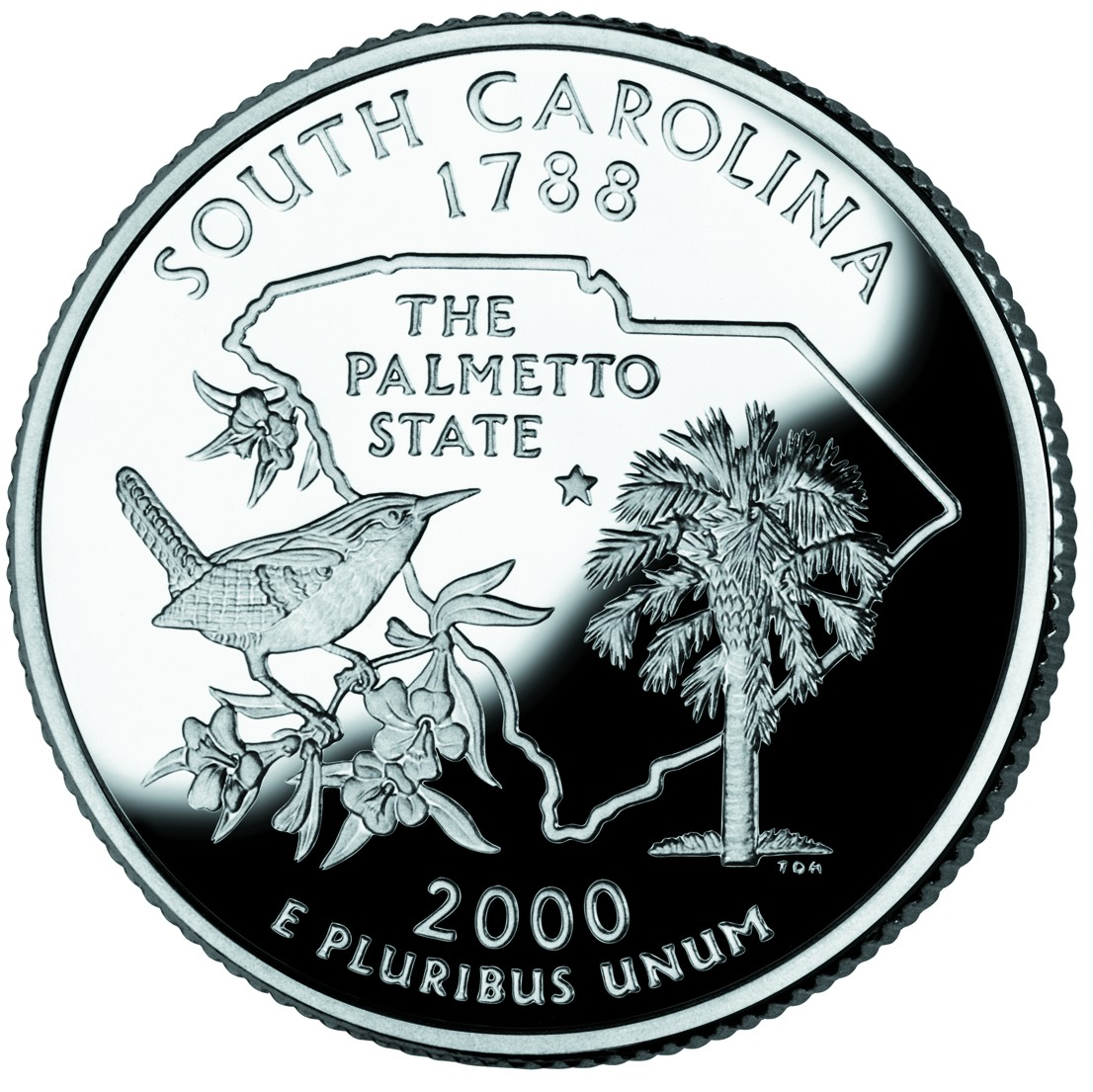
Loài chim này là biểu tượng của bang Nam Carolina, Hoa Kỳ.